# Grigore Costescu
Grigore Costescu (Bucarest, 11 aprile 1934 – maggio 2008) è stato un cestista e allenatore di pallacanestro rumeno.

## Carriera
Con la Romania ha disputato le Olimpiadi del 1952 e due edizioni dei Campionati europei (1957, 1959).